# Marcha de la Constitución y la Libertad
La Marcha de la Constitución y la Libertad, en Argentina, fue una gran manifestación realizada el 19 de septiembre de 1945 en contra del gobierno surgido después de la Revolución del 43.

## Antecedentes
El 4 de junio de 1943 un golpe de Estado derrocó al último gobierno de la llamada década infame. Asumió entonces una dictadura militar, encabezada sucesivamente por tres presidentes, los generales Arturo Rawson (1943), Pedro Pablo Ramírez (1943-1944) y Edelmiro Farrell (1944-1946). Este período ha sido conocido como la Revolución del 43.
En el curso de la Revolución del 43 diversos sectores fueron enfrentándose al interior del gobierno. Por otro lado Estados Unidos influyó profundamente en los acontecimientos apoyando abiertamente a los sectores que querían que Argentina le declarara la guerra a las potencias del Eje, durante la Segunda Guerra Mundial y obstruyendo el accionar de los sectores «neutralistas».
En ese proceso, se formó una alianza entre un gran sector de los sindicatos argentinos, mayoritariamente socialistas y sindicalistas revolucionarios con un grupo de militares jóvenes, liderados por los coroneles Domingo Mercante y Juan Perón. Esta alianza significó el ingreso del movimiento obrero argentino al primer plano de la política argentina. Desde la Secretaría de Trabajo, y con el apoyo de los sindicatos, Perón empezó a desarrollar gran parte del programa sindical: se crearon los tribunales de trabajo; se sancionó el Decreto 33.302/43 extendiendo la indemnización por despido a todos los trabajadores; más de dos millones de personas fueron beneficiados con la jubilación; se sancionó el Estatuto del Peón de Campo y el Estatuto del Periodista; se creó el Hospital Policlínico para trabajadores ferroviarios; se prohibieron las agencias privadas de colocaciones; se crearon las escuelas técnicas dirigidas a obreros. En 1944 se firmaron 123 convenios colectivos que alcanzaban a más de 1 400 000 obreros y empleados, y en 1945 otros 347 para 2.186.868 trabajadores. 
Esta legislación, aprobada por decretos-ley sin aval poulra alguno, fueron copiados de la dictadura falangista de Miguel Primo de Rivera (España) y la dictadura fascista italiana (Carta del Lavoro). Ya que eran medidas fascistoides para combatir al socialismo/comunismo, el partido socialista participó de la marcha. 
En 1945 el país comenzó a polarizarse. Por un lado, desde su llegada en mayo, el embajador estadounidense Spruille Braden, un empresario de ideas fuertemente antisindicales y partidario de la hegemonía absoluta de Estados Unidos en el continente («el Gran Garrote o Big Stick»), comenzó a organizar un gran polo opositor contra Perón, Mercante y los sindicatos. Este polo inmediatamente exigió la derogación de las leyes laborales y de las relaciones igualitarias en el mercado de trabajo, entre el sector empleador y el trabajador. El 16 de junio la oposición comenzó la ofensiva con el famoso Manifiesto del Comercio y la Industria en el que 321 organizaciones patronales, lideradas por la Bolsa de Comercio y la Cámara Argentina de Comercio cuestionaban duramente la política laboral. La principal queja del sector empresario era que se estaba creando «un clima de recelos, de provocación y de rebeldía, que estimula el resentimiento, y un permanente espíritu de hostilidad y reivindicación».
El sector sindical se movilizó en defensa de las reformas laborales apoyando a Perón y comenzando a crear una nueva corriente nacionalista-laborista.
En adelante la población argentina quedaría dividida en dos bandos frontalmente enfrentados: una clase obrera mayoritariamente peronista y un bando antiperonista mayoritario en la clase media (sobre todo porteña) y la clase alta.

## Desarrollo
La oposición apareció unida por primera vez con una  manifestación de más de 200 000 personas, la Marcha por la Constitución y la Libertad, que se dirigió del Congreso a la Recoleta, la manifestación estaba mayoritariamente integrada por personas de clase media y alta. Cincuenta personalidades de la oposición encabezaban la marcha, entre ellos los radicales José P. Tamborini, Enrique Mosca, Ernesto Sammartino y Gabriel Oddone, el socialista Nicolás Repetto, los radicales antipersonalistas José M. Cantilo y Diógenes Taboada, el conservador (PDN) Laureano Landaburu, los demócratas cristianos (Unión Demócrata Cristiana) Manuel Ordóñez y Rodolfo Martínez, el comunista Luis Reissig, el demócrata progresista Juan José Díaz Arana, el rector de la UBA Horacio Rivarola. Entre los concurrentes estaban el Secretario de la Corte Suprema de Justicia  Ramón Tulio A. Méndez, así como jueces de distintos fueros. La presencia de un secretario, no comprometía a los integrantes de la Corte Suprema, pero sirvió para integrar las acusaciones del futuro juicio político.
El historiador Miguel Ángel Scenna comenta aquel hecho diciendo que:

La marcha fue una espectacular demostración de poderío de la oposición. Una larga y compacta masa de 200.000 personas -algo pocas veces o nunca visto- cubrió aceras y calzadas.

Se ha dicho que la manifestación estaba mayoritariamente integrada por personas de clase media y alta, lo que resulta históricamente indiscutible, pero ello no invalida el significado histórico de su amplitud social y su pluralidad política. Desde el presente es posible interpretar que una de las dos mitades en que se estaba dividiendo la población estaba allí, pero en aquel momento la marcha aparecía como la unidad de prácticamente todas las fuerzas políticas y sociales que habían actuado en el país hasta entonces.

## Consecuencias
La marcha opositora impactó de lleno en el poder del dúo Edelmiro Farrell-Juan Perón, presidente y vicepresidente, y desencadenó una sucesión de asonadas militares antiperonistas que se concretaron el 8 de octubre cuando las fuerzas militares de Campo de Mayo, al mando del general Eduardo J. Ávalos (uno de los líderes del GOU), exigieron la renuncia y detención de Perón. El 11 de octubre Estados Unidos le pidió a Reino Unido que dejara de comprar bienes argentinos durante dos semanas para producir la caída del gobierno. El 12 de octubre Perón fue detenido y llevado a la Isla Martín García. En ese momento los líderes del movimiento opositor tuvieron el país y el gobierno a su disposición. «Perón era un cadáver político» y el gobierno, presidido formalmente por Farrell, estaba en realidad en manos del general Ávalos quien asumió como Ministro de Guerra en reemplazo de Perón y sólo pretendía entregar el poder a los civiles lo antes posible, aunque rechazaba una salida deshonrosa, como la que proponía la oposición al exigir la entrega del gobierno a la Corte Suprema.

## Biografía
- Ferrero, Roberto A. (1976). Del fraude a la soberanía popular. Buenos Aires: La Bastilla.
- Luna, Félix (1971). El 45. Buenos Aires: Sudamericana. ISBN 84-499-7474-7.

- Datos: Q5996038